# 雅宝路
39°54′56″N 116°26′16″E / 39.91563730000001°N 116.4378568°E

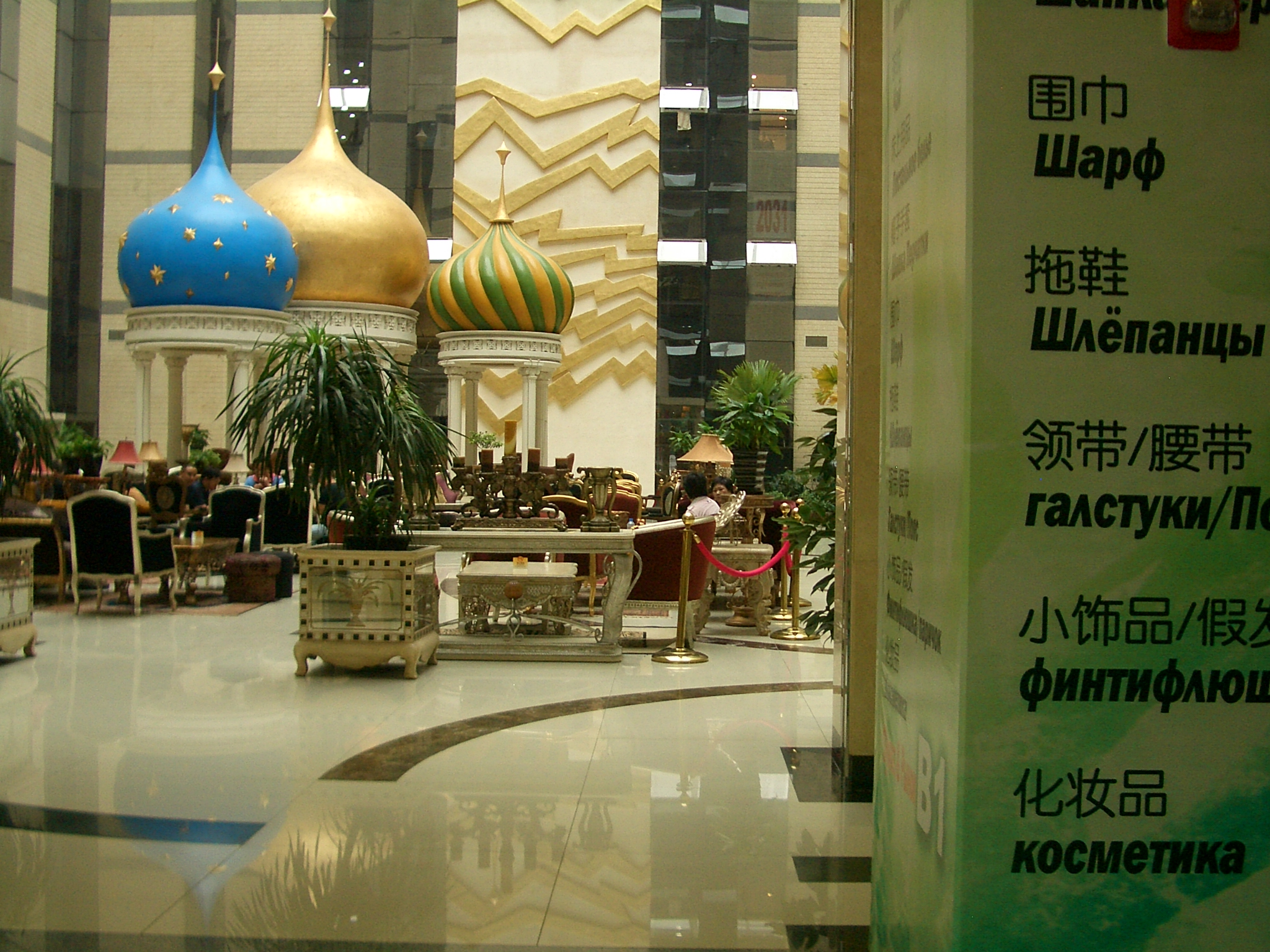
雅宝路市场内

雅宝路，位于北京市朝阳区，在东二环和日坛路中间，属使馆区，临近光华路和日坛公园，北京市知名商业街之一，因为雅宝路市场而出名。
雅宝路市场，也称雅宝路服装市场，雅宝路出口服装市场，或简称为雅宝路，专门批发和出口商品到东欧国家，尤其是俄罗斯的商品，特别是服装。现有大小近20个服装商厦，其中以天雅大厦、吉利大厦、雅宝大厦为主，共有5000多个商户，目前是中国大陆最大的服装出口交易市场。
雅宝路上一段不起眼的，大概十几家的小商店，全部经营从俄罗斯进口的貂皮大衣，吸引了很多俄罗斯妇人。
商店和商厦的标牌大都是用俄语书写，曾因拒绝中国人购买商品，而受到争议。